# Федосеевка (Захарьевский район)
Федосеевка (укр. Федосіївка) — село, относится к Захарьевскому району Одесской области Украины.
Население по переписи 2001 года составляло 74 человека. Почтовый индекс — 66721. Телефонный код — 4860. Занимает площадь 0,54 км².

## Местный совет
66721, Одесская обл., Захарьевский р-н, с. Новозарицкое